# Kayena
Kayena är en ort i Australien. Den ligger i kommunen West Tamar och delstaten Tasmanien, i den sydöstra delen av landet, omkring 190 kilometer norr om delstatshuvudstaden Hobart.
Runt Kayena är det ganska tätbefolkat, med 52 invånare per kvadratkilometer.. Närmaste större samhälle är George Town, omkring 11 kilometer nordväst om Kayena. 
I omgivningarna runt Kayena växer i huvudsak städsegrön lövskog. Genomsnittlig årsnederbörd är 1 279 millimeter. Den regnigaste månaden är augusti, med i genomsnitt 174 mm nederbörd, och den torraste är januari, med 42 mm nederbörd.